# Il conto alla rovescia
Il conto alla rovescia (Countdown City) è un romanzo thriller fantascientifico apocalittico del 2013 dello scrittore statunitense Ben H. Winters, seconda opera della trilogia The Last Policeman.

## Trama
Mancano 77 giorni al fatale impatto dell'asteroide Maya sulla Terra. Hank Palace non è più detective, ma continua ugualmente a battersi per salvare quel poco di bene che rimane in un mondo ormai allo sbando. Un caso di cui occuparsi gli viene offerto da Martha Cavone, la sua babysitter quando era bambino, che gli chiede di rintracciare suo marito Brett. Apparentemente Brett avrebbe deciso di abbandonare la famiglia, comportandosi come quasi tutti gli uomini che vogliono darsi alla pazza gioia prima che finisca tutto, ma Hank intuisce che dietro alla sua fuga c'è dell'altro. Attraverso sua sorella Nico, Hank viene introdotto negli ambienti di agnostici complottisti, convinti che il governo degli Stati Uniti sia in grado di polverizzare Maya e che invece sia interessato a decimare la popolazione mondiale. Hank deve affrontare un nemico misterioso per arrivare a Brett e riportarlo a casa.

## Edizioni
- Ben H. Winters, Il conto alla rovescia, traduzione di Maurizio Bartocci e Valerio Palmieri, 1ª ed., Edizioni Piemme, 2016,  pp. 306, cap. 23, ISBN 978-88-585-1602-7.